# 하이브로 (음악 그룹)
하이브로는 대한민국의 음악 그룹이다. 2019년 싱글 앨범 [노래하자]로 데뷔했다. 
2023년, 그동안 객원보컬로 활동을 이어오다 2023년 공식적으로 새 보컬멤버 ‘순명‘ 을 영입하였다. 새 멤버 영입 후, 2023년 12월 싱글앨범 [월화수목금토일]을 발매하였다.

## 방송
- 아시안탑밴드 (2020) - 한국 대표 선발전 Top16

## 음반
- 노래하자 (2019)
- Good Morning (2020)
- 번외수사 OST Part.7 (2020)
- 번외수사 OST (2020)
- 나만 몰랐어 (2020)
- 난 너만 (2021)
- Good Morning (2022 Ver.) (2022)
- 월화수목금토일 (2023)

## 공연
- 하이브로 단독 콘서트 ‘오늘부터 1일’：롤링 27주년 기념 공연 (2022)